# Alma Maria Schindler
 Der er for få eller ingen kildehenvisninger i denne artikel, hvilket er et problem. Du kan hjælpe ved at angive troværdige kilder til de påstande, som fremføres i artiklen.

Alma Maria Mahler (født 31. august 1879 i Wien, død 11. december 1964 i New York) var en personlighed inden for kunst, musik og litteratur i det 20. århundredes første halvdel. Hun var gift med komponisten Gustav Mahler (1902-1911) arkitekten Walter Gropius (1915-1920) og forfatteren Franz Werfel (1929-1945). Desuden havde hun været forelsket i og haft kærlighedsforhold til maleren Gustav Klimt (1899), juristen Max Burckhard (1899-1901), komponisten Alexander v. Zemlinsky (1901) og maleren Oskar Kokoschka (1912-1914). 

## Familie baggrund
Alma blev født den 31. august 1879  i Wien som datter af den østrigske landskabsmaler Emil Jakob Schindler (27. april 1842 - 9. august 1892) og den tyske sangerinde Anna Sofie Bergen (20. november 1857 - 29. november 1938), der kom fra Hamburg. Moderen var i efteråret 1876 kommet til Wien for at studere sang på hos Adele Passy-Cornet, hos hvem også Schindler havde studeret. Parret mødtes ved en privat dilettantopførelse af en wieneroperette i december 1877. Anna Bergen blev ansat som operasangerinde på Ring-Theater i Wien i oktober 1878, men efter kun syv forestillinger opgav hun sin scenekarriere, da hun var blevet gravid. Hun og Emil Schindler blev gift den 4. februar 1879. Kun få måneder efter Almas fødsel blev moderen atter gravid, og den 16. august 1880 fødtes lillesøsteren Margarethe Julie (kaldet Grete), der døde 1942. Mange år senere anklagede Alma sin mor for at have været faren utro og påstod på et temmelig løst grundlag, at Gretes biologiske far var maleren Julius Victor Berger (1850-1902), en ven og kollega af faren. Det er imidlertid aldrig blevet påvist og under alle omstændigheder påtog Emil Schindler sig faderskabet.
De første år af ægteskabet var kårene meget trange, men lidt efter lidt bedredes de, da Schindler modtog flere kommissioner fra mæcener og tillige blev hædret med en række kunstpriser. I øvrigt optrådte ægteparret ved koncerter og operetteforestillinger frem til Schindlers død.
Schindler havde i efteråret 1881 fået en ny elev, Carl Moll (1861-1945), der nærmest blev optaget i familien som en søn. I november 1895, tre år efter Schindlers død ægtede han Anna Sofie Schindler, og i 1899 fik de en datter sammen. Til hendes fødsel (9. august) komponerede Alma en vuggesang ("In meines Vaters Garten") som hun tilegnede moren.

## Opvækst og ægteskab
Med begge forældres musikalske baggrund var det helt naturligt, at Alma og hendes søster tidligt blev interesseret i musik, og de fik begge klavertimer hos Adele Mandlick (1864-1932). Søstrenes første offentlige optræden fandt sted i Wien den 15. april 1890, da Alma og Grethe var hhv. 10 og 8 år gamle. I sin selvbiografi ("Mein Leben", Frankfurt 1960) gør Alma nærmest en dyd ud af, at hun ikke fik nogen regelmæssig skoleuddannelse, hvilket imidlertid er decideret urigtigt. Der havde været almindelig undervisningspligt i det Østrig-Ungarske Monarki siden 1700-tallet, og forældrene gav begge døtre en grundig uddannelse. Alma begyndte i 1. klasse i efteråret 1885 og afsluttede sin skolegang i 1893 eller 1894. Ved siden af var hun allerede som niårig begyndt at komponere på eget initiativ. Som lærer havde hun fra 1895 først den blinde komponist Josef Labor (1842-1924), og fra efteråret 1900 også Alexander Zemlinsky, med hvem hun havde en kortvarig, men ufuldbyrdet kærlighedsaffære.
Den 7. november 1901 mødte den 22-årige Alma ved et aftenselskab den 19 år ældre operadirektør og komponist Gustav Mahler, der forelskede sig hovedkulds i hende. Allerede en måned efter blev de forlovet, og den 9. marts 1902 blev de gift. Mahler havde forinden skriftligt betinget sig, at Alma opgav sine kompositoriske ambitioner for helt og fuldt at hellige sig ægteskabet med ham og hans musik. Hun blev kort efter forlovelsen gravid med datteren Maria Anna, kaldet "Putzi" (3. november 1902 - 12. juli 1907), og to år efter fødte hun Anna Justine, kaldet "Gucki" (15. juni 1904 - 3. juni 1988), der senere blev en kendt billedhugger.
Da Alma Schindler lærte Mahler at kende, havde hun henved 100 kompositioner og kompositionsudkast bag sig. Det drejede sig fortrinsvis om Lieder (c. 70 titler), men også klaverstykker (25) og kammermusikværker (3). De fleste af sine manuskripter destruerede hun selv på sine ældre dage. Selv publicerede hun 14 "Lieder und Gesänge", fordelt på tre hæfter. Det første hæfte ("Fünf Lieder") blev trykt i december 1910 på Mahlers foranledning (og sikkert også bekostet af ham), de to andre i 1915 ("Vier Lieder") hhv. 1924 ("Fünf Gesänge"). Broderparten er bearbejdelser af gamle udkast fra før Mahlers tid. Tre tidlige sange er senere fundet og udgivet, to i 2000 og en tredie i 2018. Sangene fandt ikke den store udbredelse i samtiden. Ved en koncert i Wien den 22. september 1924 blev tre af sangene fra det sidst udgivne hæfte uropført, to var orkestreret af danskeren Paul von Klenau og den tredie muligvis af Alban Berg, og gentaget 1929 i Wiens Radio.
I begyndelsen af 1980erne begyndte interessen for Alma Mahlers liv og værker at gøre sig gældende. I 1983 udkom pludselig to biografier om hende i USA og Tyskland. Hendes Lieder blev genoptrykt i 1984, men allerede i 1983 var den første pladeindspilning udkommet, og frem til 2023 er der registreret c. 50 indspilninger (flere kan streames på nettet). Flere komponister og dirigenter har orkestreret sangene, bl. a. Julian Reynolds, Jorma Panula, samt brødrene Colin & David Matthews.
Det ti år lange ægteskab med Mahler var frustrerende for begge parter, både fordi Alma ikke kunne opfylde Mahlers ønsker og krav og ikke elskede ham, og fordi hun gerne lod sig kurtisere af andre mænd. I juli 1907 døde den ældste datter. Mahler havde opsagt sin stilling som direktør for Hofoperaen i Wien, og et halvt år efter rejste ægteparret til New York City, hvor Mahler under økonomisk yderst fordelagtige vilkår var blevet ansat som dirigent ved Metropolitan Operaen, hvor han skulle dirigere 3-4 måneder hver vinter. Resten af året blev tilbragt i Europa.
Det blev kun til to sæsoner på The Met, idet Mahler fra efteråret 1909 blev ansat som chefdirigent for New York Philharmonic Orchestra. Imidlertid blev han syg i februar 1911 og måtte aflyse resten af sæsonens koncerter. Hans sygdom viste sig at være langt alvorligere end først antaget, og efter forgæves behandlinger i New York og Paris blev han transporteret til Wien, hvor han døde den 18. maj 1911. Grundet sygdom var Alma fraværende ved mandens begravelse.
I juni 1910 havde den 32-årige Alma under et kurophold indledt en lidenskabelig affære med den fire år yngre arkitekt Walter Gropius. Det opdagede Mahler, der blev dybt chokeret og ulykkelig. På trods af sine løfter opretholdt Alma hemmeligt forbindelsen med Gropius, men da han i 1911, kort efter Mahlers død, erfarede, at Alma og Mahler havde været i seng med hinanden under deres sidste ophold i New York, trak han sig jaloux tilbage.
Indtægterne fra opførelserne af Mahlers værker (og dem var der mange af indtil nazisternes magtovertagelse i Tyskland i 1933) samt Mahlers pension fra Hofoperaen i Wien gjorde Alma økonomisk uafhængig. Men både følgerne af 1. verdenskrig og den stigende inflation gjorde et stort indhug i hendes indtægter. I 1924 udgav hun et bind med Mahlers breve til venner og kolleger og planlagde også et biografisk værk om Mahler og ægteskabet med ham, indeholdende hans breve til hende (manuskripttitel: "Ein Leben mit Gustav Mahler"). Bogen blev imidlertid først trykt i en stærkt revideret og forkortet udgave i Amsterdam i marts 1940, kun to måneder før nazisternes indmarch i Holland. Der var mange fejl og mangler i bogen, ikke mindst grundet Alma Mahlers temmelig sløsede og lemfældige omgang med teksterne og hendes redigering af Mahlers breve. En "komplet" og revideret udgave af brevene udkom 1995 i Berlin, redigeret af Henry-Louis de La Grange, Günther Weiss og Knud Martner.
I 1958 udgav Alma Mahler-Werfel sin selvbiografi på engelsk ("And the Bridge is Love"), der i 1960 udkom på tysk i en anden bearbejdelse som "Mein Leben". Langt mere interessant er imidlertid udgivelsen af hendes dagbøger fra 1898-1902 ("Tagebuch-Suiten"), der udkom i december 1997 i Frankfurt am Main. Uddrag heraf udkom på engelsk året efter, men desværre indeholder denne en række fejlagtige oversættelser, der har medført fejlfortolkninger.

## Senere forbindelser
Efter bruddet med Gropius indledte Alma i foråret 1912 en lidenskabelig og opslidende kærlighedsaffære med maleren Oskar Kokoschka, der ophørte kort før 1. verdenskrigs udbrud i 1914. Hun genoptog kontakten med Gropius, og de blev (hemmelig) gift i Berlin den 18. august 1915. Året efter fødte Alma sin tredje datter Manon (1916-1935). Komponisten Alban Berg var meget betaget af Manon, og hendes tidlige død gjorde så voldsomt indtryk på ham at han tilegnede den violinkoncert han skrev på, til hende med betegnelsen "til minde om en engel". 
Under Gropius' fravær som officer i den tyske hær indledte Alma i efteråret 1917 et kærlighedsforhold med forfatteren Franz Werfel (1890-1945). Med ham fik hun i oktober 1918 en søn, der kun levede i ni måneder. Hun blev lovformelig skilt fra Gropius i 1920 og levede det følgende årti sammen med Werfel. Deres forhold blev først legaliseret i 1929.
Da nazisterne tog magten i Østrig i marts 1938, flygtede parret først til Frankrig, senere til New York og Californien i USA. Alma Mahler-Werfel blev amerikansk statsborger i 1946. De sidste år af sit liv boede hun i New York, hvor hun døde få måneder efter sin 85 års fødselsdag. Hun blev året efter begravet ved siden af datteren Manon på Grinzinger Friedhof i Wien, få meter fra sin første mands og første datters gravsted. 
Som Mahlers hustru og enke fik Alma dedikeret en lang række komponisters værker, fra Alexander v. Zemlinsky til Benjamin Britten, over Alban Berg, Johanna Müller-Hermann, Hugo Kauder, Hans Pfitzner, Gottfried von Einem, Erich Wolfgang Korngold, Arnold Schönberg, men ikke mindst Gustav Mahler, der tilegnede hende sin 8. symfoni under ægteskabskrisen i sommeren 1910. Hans 10. symfoni, der forblev ufuldendt, er også indirekte tilegnet hende. Da Alma i 1924 udgav symfonien i faksimile, vakte det stor opstandelse og forargelse pga. Mahlers fortvivlede og desperate udråb i manuskriptet, men ingen vidste dengang at disse udråb alene var foranlediget af hustruens utroskab. 
Tom Lehrer skrev den humoristiske ballade "Alma" om hendes ægteskaber og elskere.